# Galerie nationale du Jeu de Paume
Galerie nationale du Jeu de Paume (česky Národní galerie Míčovna) je muzeum moderního umění v Paříži, které vystavuje soudobé umění a fotografie. Galerie se nachází v severozápadním rohu Jardin des Tuileries u Place de la Concorde. Výstavní plocha činí téměř 1200 m2.

## Stavba
Rozměry budovy jsou 80 × 13 metrů. Užitná plocha činí 2754,50 m2, výstavní plocha 1137 m2. Muzeum má devět výstavních sálů ve třech úrovních, výška stropů ve většině místností je 4,50 m.

## Historie
Budova byla postavena v severozápadním rohu Tuilerijských zahrad v roce 1861 během vlády Napoleona III. u kurtů pro jeu de paume jako protiváha k sousední Orangerii umístěné v jihozápadním rohu. Od roku 1909 budova slouží k výstavám umění. Během druhé světové války zde bylo skladiště konfiskovaných uměleckých děl židovského původu před jejich odvozem do Německa. Od roku 1947 až do roku 1986, kdy bylo otevřeno Musée d'Orsay, vystavovala galerie obrazy impresionistů. Po rekonstrukci byla galerie otevřena na počátku 90. let se statutem národní galerie. Nová expozice je věnována modernímu a soudobému umění ve všech jeho podobách (zahrnuje mimo jiné i filmové oddělení) a od roku 2004 je galerie vyhrazena moderní fotografii, video umění a experimentálnímu filmu.

## Správa muzea
V roce 2004 se sloučily tři organizace věnované fotografii a současnému umění (Galerie nationale du Jeu de Paume, Centre national de la photographie a Patrimoine photographique) a vytvořily novou asociaci „Jeu de Paume“ financovanou ministerstvem kultury. Asociace spravuje nejen Míčovnu, ale vystavuje také v paláci Hôtel de Sully na Rue Saint-Antoine ve 4. obvodu.